# Linus Wahlgren
Linus Carl Henrik Wahlgren, född 10 september 1976 i Gustavsbergs församling, Värmdö kommun, Stockholms län, är en svensk skådespelare och musikalartist.

## Karriär

### Scen
Wahlgren påbörjade teaterkarriären tidigt. En av hans första roller var som Skorpan i teaterversionen av Bröderna Lejonhjärta där hans storebror Niclas Wahlgren spelade Jonathan. På senare år har han medverkat i teateruppsättningar som Rent, Stars, Grease och Lovestory. Två somrar har han spelat folklustspel med Eva Rydberg på Fredriksdalsteatern i Helsingborg. 2008 medverkade han i musikalen Hujeda mej vá många sånger tillsammans med Hanna Hedlund, Ola Forssmed, Bianca och Benjamin Wahlgren Ingrosso, Frida och Mimmi Sandén, Vendela Palmgren med flera.2017 gjorde han stor succé på Chinateatern i rollen som Elder Prince i musikalen The Book of Mormon mot Per Andersson.

### Film och TV
Wahlgren har även arbetat både som skådespelare och röstskådespelare på film. I mitten av 1980-talet lånade han ut sin röst åt de tecknade barnfilmerna om busfröet Dennis. Han lånade även ut sin röst till Meowth i den japanska animerade TV-serien Pokémon och Emmet i The Lego Movie. Han medverkade i 85 avsnitt av TV-serien Rederiet i slutet av 1990-talet och han medverkade i två avsnitt (avsnitt 3 och 9) av TV-serien Solsidan 2010.
2016 blev han hyllad för sin roll som Johan i TV-serien 30 grader i februari. En kontroversiell roll där han gestaltade en eventuell pedofil.   Han har också gjort huvudroller i filmerna Hundtricket och Mongolpiparen samt medverkade i filmen Göta kanal 2 – kanalkampen 2006.2013 gjorde han tillsammans med Tuva Novotny och Ola Rapace huvudrollen som Eje i filmatiseringen av Maria Langs böcker.

### Musik
1985 sjöng Wahlgren in en singelskiva med titeln Jag är en astronaut, vilken var en cover på sången I am an Astronaut som 1972 sjöngs av Ricki Wilde.

## Familj
Linus Wahlgren är son till Christina Schollin och Hans Wahlgren samt bror till Pernilla, Peter och Niclas Wahlgren. Linus Wahlgren var tidigare gift med makeup-artisten Jessica Wahlgren, född Johansson, och har två barn, en dotter född 2005 och en son född 2010.

## Filmografi (i urval)
| År        | Titel                                            | Roll                | Notering       |
| --------- | ------------------------------------------------ | ------------------- | -------------- |
| 1983      | G – som i gemenskap                              | Robbans lillebror   |                |
| 1988      | Katten Gustaf                                    |                     | TV-serie, röst |
| 1990      | Hemligheten                                      | Max                 |                |
| 1994      | Bert                                             | Sven Ripa           | TV-serie       |
| 1996      | Tre Kronor                                       | Pontus af Krauz     | TV-serie       |
| 1997      | Rederiet                                         | Filip "FN" Norberg  | TV-serie       |
| 1997      | Pokémon                                          | Meowth              | TV-serie, röst |
| 1998      | Pokémon – Filmen                                 | Meowth              | Röst           |
| 1999      | Pokémon 2 - Ensam är stark                       | Meowth              | Röst           |
| 2000      | Pokémon 3 - Unowns Förtrollning                  | Meowth              | Röst           |
| 2000      | Pokémon: Mewtwo Återkomsten                      | Meowth              | Röst           |
| 2001      | Pokémon 4Ever - Celebi, skogens röst             | Meowth              | Röst           |
| 2001      | Atlantis - En försvunnen värld                   | Milo Thatch         | Röst           |
| 2001      | Jimmy Neutron: Underbarnet                       | Jimmy Neutron       | Röst           |
| 2002      | Pokémon Heroes                                   | Meowth              | Röst           |
| 2002      | Hundtricket                                      | Simon               |                |
| 2003      | Pokémon - Jirachi Önskemakaren                   | Meowth              | Röst           |
| 2004      | Mongolpiparen                                    | Anders              |                |
| 2004      | Pokémon - Dagen D för Deoxys                     | Meowth              | Röst           |
| 2005      | Robotar                                          | Rodney Copperbottom | Röst           |
| 2005      | Den utvalde                                      | Niklas              |                |
| 2006      | Göta kanal 2 – kanalkampen                       | Filip               |                |
| 2007      | Darkrai slår till                                | Meowth              | Röst           |
| 2007      | Alvin och gänget                                 | Alvin Seville       | Röst           |
| 2008      | Pokémon: Giratina och krigaren från himlen       | Meowth              | Röst           |
| 2008      | Irene Huss – Guldkalven                          | Stefan Wermling     |                |
| 2009      | Scener ur ett kändisskap                         |                     |                |
| 2009      | Arceus och livets juvel                          | Meowth              | Röst           |
| 2009      | Alvin och gänget 2                               | Alvin Seville       | Röst           |
| 2010      | Pokémon: Zoroark: Illusionernas Mästare          | Meowth              | Röst           |
| 2011      | Pokémon: Black Victini och Reshiram              | Meowth              | Röst           |
| 2011      | Pokémon: White Victini och Zekrom                | Meowth              | Röst           |
| 2011      | Alvin och gänget 3                               | Alvin Seville       | Röst           |
| 2012      | Pokémon: Kyurem mot rättvisans svärd             | Meowth              | Röst           |
| 2013      | Mördaren ljuger inte ensam                       | Einar "Eje" Bure    |                |
| 2013      | 112 Aina                                         |                     | TV-serie       |
| 2013      | Pokémon: Genesect och den återuppväckta legenden | Meowth              | Röst           |
| 2013      | Kung Liljekonvalje av dungen                     | Einar "Eje" Bure    |                |
| 2013      | Inte flera mord                                  | Einar "Eje" Bure    |                |
| 2013      | Rosor, kyssar och döden                          | Einar "Eje" Bure    |                |
| 2013      | Farliga drömmar                                  | Einar "Eje" Bure    |                |
| 2013      | Tragedi på en lantkyrkogård                      | Einar "Eje" Bure    |                |
| 2014      | Pokémon: Diancie och förstörelsens kokong        | Meowth              | Röst           |
| 2014–2015 | Blå ögon                                         | Max Åhman           | TV-serie       |
| 2015      | Alvin och gänget: Gasen i botten                 | Alvin Seville       | Röst           |
| 2016      | 30 grader i februari                             | Johan               | TV-serie       |
| 2018      | Morden i Sandhamn                                | André               | TV-serie       |
| 2018      | Storm på Lugna gatan                             | Sten                | TV-serie       |
| 2020      | Bäckström                                        | Daniel Johnson      | TV-serie       |
| 2021      | Udda veckor                                      | Jonas               | TV-serie       |
| 2021      | Max Anger – With one eye open                    | Ray McKinley        | TV-serie       |

## Teater och musikal

### Roller
| År   | Roll                  | Produktion                                                                                            | Regi                    | Teater                                           |
| ---- | --------------------- | --- | ----------------------- | ------------------------------------------------ |
| 1987 |                       | Tjuren Ferdinand Birgitta Götestam, Andreas Aarflot, Mats Lindberg, Lennart Simonsson och Ari Stockås | Birgitta Götestam       | Göta Lejon                                       |
| 2000 | Glenn Anders Arnberg  | Arnbergs korsettfabrik (Der Keusche Lebemann) Franz Arnold och Ernst Bach                             | Hans Bergström          | Fredriksdalsteatern                              |
| 2001 | Örjan Schöön, friare  | Kärlek och lavemang (Le Malade imaginaire) Molière                                                    | Hans Bergström          | Fredriksdalsteatern                              |
| 2005 | Gaston                | Skönheten och odjuret (Beauty and the Beast) Alan Menken, Howard Ashman och Tim Rice                  | Hans Berndtsson         | Göta Lejon                                       |
| 2006 | Roger                 | Rent Jonathan Larson                                                                                  | Jan Åström Roger Lybeck | Göta Lejon                                       |
| 2011 | Henrik                | Leva livet (Elsk mig i nat) Ida Maria Rydén och Ina Bruhn                                             | Philip Zandén           | Chinateatern                                     |
| 2011 | Warner Huntington III | Legally Blonde Heather Hach, Laurence O'Keefe och Nell Benjamin                                       | Anders Albien           | Nöjesteatern                                     |
| 2012 | Billy Kostecki        | Dirty Dancing Eleanor Bergstein                                                                       | Anders Albien           | Chinateatern                                     |
| 2016 | David Shayne          | Bullets over Broadway Woody Allen                                                                     | Emma Bucht              | Göta Lejon                                       |
| 2017 | Elder Price           | The Book of Mormon Matt Stone, Trey Parker och Robert Lopez                                           | Anders Albien           | Chinateatern                                     |
| 2019 |                       | Den osalige Per Andersson och Håkan Johnsson                                                          | Klas Wiljergård         | Gunnebo slott                                    |
| 2021 | Brick                 | Katt på hett plåttak (Cat on a Hot Tin Roof) Tennessee Williams                                       | Stefan Larsson          | Kulturhuset Stadsteatern/ Dramaten/ Maximteatern |
| 2024 | Thomas Newton         | Lazarus David Bowie och Enda Walsh                                                                    | Stefan Larsson          | Göta Lejon                                       |
| 2024 | Janne                 | Tomten är far till alla barnen Monica Rolfner, Rikard Bergqvist och Mathias Venge                     | Rikard Bergqvist        | Cirkus, Stockholm                                |